# Идеократија
Идеократија  је „управљање државом према принципима одређене (политичке) идеологије; државом или земљом којом се управља на овај начин“. То је влада заснована на монистичкој идеологији — за разлику од ауторитарне државе, коју карактерише снажна централна власт и ограничене политичке слободе. Идеократска држава може бити или тоталитарна – грађани су приморани да следе идеологију – или популистичка (грађани добровољно следе идеологију).
Свака влада има идеолошке основе из којих се црпе претпоставке и политике; идеократије су владе у којима је једна доминантна идеологија постала дубоко укорењена у политику и генерално политика је постала дубоко укорењена у све или већину аспеката друштва. Идеологија идеократије се представља као апсолутни, универзални и врховни систем за разумевање друштвеног живота, слично као бог у монотеистичком систему веровања.

## Анализа
Сидни и Беатрис Веб су користили термин идеократија 1936. године, а Николај Берђајев му је дао додатну снагу 1947. године.
Идеократија може имати тоталитарни облик, ослањајући се на силу, или популистички облик, који се ослања на добровољну подршку следбеника. Тоталитарни облик садржи шест компоненти; 1) идеологија, 2) једна партија обично са једним вођом, 3) терористичка полиција, 4) монопол комуникација, 5) монопол оружја, 6) централно усмерена или планска економија.
Према Пиекалкиевицзу и Пен-у, поред тога, идеократија као што је строга религијска држава или нацистичка Њемачка, потиснут ће научна истраживања и знање ако је у сукобу са идеологијом, Они даље тврде да је свака држава или органска ( организовани израз заједнице, унутар које су сви појединци зависни и подведени, као што прсти припадају телу), или механички/прагматични (вештачки концепт у којој појединци имају права против државе и равноправни су).
Идеократије црпе политички легитимитет, по мишљењу Пиекалкиевицз-а и Пена, из једног од следећих идеолошких извора: нација, раса, класа или култура. Они такође верују да ће идеократе пројектовати сопствена осећања кривице на групе људи – Јевреје, комунисте, капиталисте, јеретике – као силе које поткопавају идеократију. Ови жртвени јарци симболизују снаге са којима се прави верници морају борити у себи. Кривица за неуспехе политике се пребацује са идеократа на жртвене јарце, који су изложени нападима руље, тероризму, показним суђењима и стилизованим казнама. У Хитлеровој Немачкој нагон да се истреби Јевреји на крају је добио приоритет над сваким другим циљем.
Грађани плуралистичких држава могу слободно емигрирати, али они који напусте идеократију могу бити означени као издајници.

## Психолошки аспекти
Појединци унутар идеократија развијају ауторитарну личност, да би успели или преживели. Дуго након слома идеократије, ови појединци остају отпорни на демократизацију. Они развијају затворени ум у коме њихово самоостварење унутар идеократије надјача непријатељство 'јеретичког' спољашњег света. Једноставне пароле се усвајају и понављају као знаци конформизма и лојалности. Они који не верују идеологији су фаталистички, подржавају систем јер се осећају немоћним да га промене, или макијавелистички, цинично искоришћавајући систем за своје циљеве. Обе групе развијају облик двоструког мишљења.
Мала мањина самоактуализатора, толерантних на двосмисленост, у стању је да се одупре монистичком систему веровања и настави да дугорочно трага за новим идејама и сложеним одговорима.

## Почетак, стабилизација и еволуција
Према Пиекалкиевицзу и Пен-у, идеократије расту и падају на следећи начин:

### Почетак
Грађански рат: Као у СССР-у, Кини, Куби, Југославији. Да би се успоставила идеократија, мора постојати немилосрдни харизматични вођа: Лењин, Мао, Кастро, Тито.

### Преузимање:
Обично политичка партија са одлучним вођом („вођа је покрет“) преузима власт државним ударом, што ствара ефекат кола: као у фашистичкој Италији и нацистичкој Немачкој, и у Ирану.
У изолованој колонији: на пример, Бела Јужна Африка и Пуританци Нове Енглеске.

### Стабилизација
Ово обично траје 10-15 година. Вођа више није пророк, већ је сада обожен. Долази до чистке следбеника, бирократизације државе и партије. Економија је национализована и потпуно мобилисана за подршку идеократији. Појачава се прогон жртвеног јарца непријатеља и терорисања неистомишљеника.

### Еволуција
Самоуништење. Једно или више од следећих узрока  може изазвати пад. Идеократија се може поделити у „зараћене таборе“. Може се окончати војним ударом, као у перонистичкој Аргентини. Може доћи до народне побуне. Економија може стагнирати, јер потражња превазилази могућности. Може доћи до спољних напада других држава које се плаше ширења идеологије,
Мирна ерозија. Сазрева нова генерација која је мање горљива и толерантнија према плурализму. Технолошки развој и уметнички израз (на пример, драме Вацлава Хавела у Чехословачкој) нагризају веру у идеологију. Руководство постаје мање ефикасна себична, каријеристичка елита.
Регенерација може спречити или одложити колапс. Идеологија се преиспитује и прилагођава, или замењује потпуно новим скупом идеала. На пример, у Пољској је комунистичка идеократија пропала 1980. године, а признање Синдиката солидарности Леха Валенсе довело је до војног удара и ауторитарне војне владавине. Румунски комунизам је нагло прекинут 1989. године и поново је војска преузела власт,  погубљујући Чаушескуа.

## Историја

### Од античке историје до 20. века
Пиекалкиевицз и Пен су описали фараонски Египат, древни Вавилон, царства Астека и Инка, Спарту, Османско царство, царску Русију и царску Кину као идеократије и наводе Титову Југославију, перонистичку Аргентину,  Ирак под Садамом, СССР, Салазаров Португал, Албанију, земље Варшавског пакта, и царски Јапан као међу онима које су се подигле и пале у 20. веку. 
Према Уве Бакес-у и Стефан Каилитз-у, СССР,] Италија под фашизмом, Нацистичка Немачка и Немачка Демократска Република (Источна Немачка) су се подигле и пале као идеократије током 20. века.
Популистички облик идеократије био је важна сила у политичкој историји Латинске Америке, где су се од почетка 20. века појавиле многе харизматичне вође.

### 21. век
Уве Бакес наводи Кину, Северну Кореју и Кубу као режиме који тренутно показују идеократске тенденције. Вилфрид Спон наводи да је Кина идеократија. Гордон Вајт је рекао да је 1999. Кина престала да буде једина.
Пиекалкиевицз и Пенн наводе Сирију, Иран, Северну Кореју и Судан као још увек постојеће идеократије. У Израелу само религиозни јеврејски досељеници и ултранационалисти траже идеократска решења. Петер Бернхолц тврди да је Саудијска Арабија, са својом вехабистичком идеологијом, била идеократија од 1924. године.